# Diphasia densa
Diphasia densa is een hydroïdpoliep uit de familie Sertulariidae. De poliep komt uit het geslacht Diphasia. Diphasia densa werd in 1923 voor het eerst wetenschappelijk beschreven door Stechow. 